# Viktor Mihajlovics Susztyikov
Viktor Mihailovics Susztyikov (oroszul: Виктор Михайлович Шустиков; Moszkva, 1939. január 28. –) orosz labdarúgó.
A szovjet válogatott tagjaként részt vett az 1964-es Európa-bajnokságon.

## Sikerei, díjai
Torpedo Moszkva
- Szovjet bajnok (2): 1960, 1965
- Szovjet kupa (3): 1960, 1968, 1972

Szovjetunió
- Európa-bajnoki döntős (1): 1964